# 北塞費托
北塞費托（法語：Séféto-Nord），是馬里的城鎮，位於該國西南部，由卡伊區的基塔省負責管轄，面積2,250平方公里，海拔高度264米，2009年人口9,671，人口密度每平方公里4.3人。